# Obilka

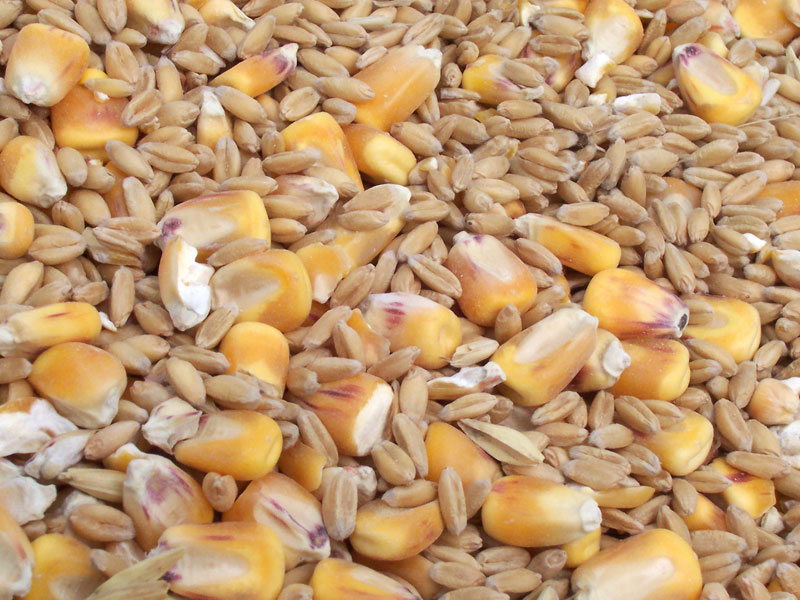
Několik obilek

Obilka (caryopsis) je suchý nepukavý plod lipnicovitých rostlin. Je složena z obalových vrstev (ektosperm), endospermu (bílek) a embrya (klíček, zárodek). Na vnější straně endospermu je aleuronová vrstva vzniklá vysycháním vakuol s bilkovinnými látkami. Embryo se nachází na bázi, je položeno šikmo a od endospermu odděleno štítkem. Obal tvoří dvě vrstvy – oplodí (pericarp) a osemení (testa). Navíc je obilka chráněna pluchou a pluškou.
Pluchy jsou buď přirostlé k obilce (tzv. pluchaté obilky), a nebo nejsou přirostlé a lze je odstranit (nahé obilky). Nahé obilky má pšenice, žito, tritikale, kukuřice, nahý oves a nahý ječmen. Pluchaté obilky má obvykle ječmen, oves, rýže, proso a některé čiroky.
Z obilek obilnin se mele mouka.